# Cusseta, Alabama
Cusseta är en ort i Chambers County i Alabama. Cusseta Academy, den lokala skolan, brändes ner av nordstatsarmén i amerikanska inbördeskriget.